# Henry Wager Halleck

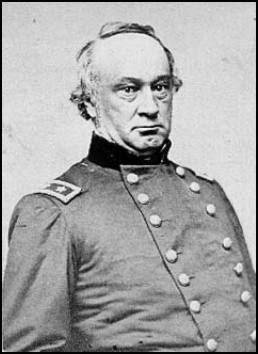
Henry W. Halleck

Henry Wager Halleck (* 16. Januar 1815 in Westernville, New York; † 9. Januar 1872 in Louisville, Kentucky) war ein amerikanischer Offizier, Gelehrter und Jurist. 
Er war Oberbefehlshaber (Commanding General of the United States Army) des US-Heeres zu Beginn des Sezessionskriegs.

## Leben

### Jugend
Henry Wager Halleck wurde in Westernville, New York geboren und war durch Einheiratung mit Alexander Hamilton verwandt. Nach dem Besuch der Hudson Academy und des Union College machte er 1839 den Abschluss an der US-Militärakademie in West Point, New York. Dort blieb er zwei Jahre als wissenschaftlicher Assistent für Pionierwesen. 1844 reiste er nach Europa, um das französische Militär kennenzulernen. Nach seiner Rückkehr schrieb er auf Grundlage seiner dort gemachten Erfahrungen Elements of Military Art and Science (Grundlagen der militärischen Lehre und Fertigkeit). Dieses Werk wurde von seinen Kameraden beim Militär wohlwollend aufgenommen. Später war es eine der wichtigsten taktischen Abhandlungen, die von den Offizieren im aufziehenden Bürgerkrieg verwendet werden sollte. Sein Wirken als Gelehrter bescherte ihm den – später abwertenden – Spitznamen Old Brains.

### Mexikanisch-Amerikanischer Krieg und Zeit in Kalifornien
Während des Mexikanisch-Amerikanischen Kriegs diente Halleck in Kalifornien. 1854 nahm er seinen Abschied als Berufsoffizier und wurde ein sehr erfolgreicher Jurist und Verleger in San Francisco. Er beteiligte sich an der Ausarbeitung der kalifornischen Verfassung und wurde ein anerkannter Sammler von Gegenständen zum Thema Kalifornien. Er war Direktor der Almaden Quicksilver Company in San José, Kalifornien, Präsident der Atlantic and Pacific Railroad, ein Bauunternehmer in Monterey und Eigentümer des Rancho Nicasio in Marin County, Kalifornien, der 120 km² groß war. Trotz dieser Vielzahl geschäftlicher Unternehmungen beschäftigte er sich weiterhin mit militärischen Dingen und gewann das Vertrauen des angesehenen Generals Winfield Scotts. 1860 war er Generalmajor der Miliz von Kalifornien.

### Bürgerkrieg
Am 19. August 1861 wurde er von Präsident Abraham Lincoln zum Generalmajor des regulären Heeres befördert. Er war Befehlshaber der Wehrbereiche Missouri und Mississippi und war damit Oberbefehlshaber für alle militärischen Aktivitäten auf dem westlichen Kriegsschauplatz. Den Höhepunkt seiner militärischen Karriere bildete die Ernennung zum Oberbefehlshaber des Heeres (Commanding General of the United States Army) am 11. Juli 1862. Präsident Abraham Lincoln war mit dem bisherigen Inhaber des Dienstpostens McClellan wegen geringer militärischer Erfolge unzufrieden. Halleck konnte demgegenüber einige Erfolge im Westen vorzeigen, so seine Siege bei Fort Henry, Fort Donelson, Shiloh und Corinth. Lincoln befahl Halleck deshalb, sich so schnell wie möglich in die Hauptstadt zu begeben.  Die Übergabe der Dienstgeschäfte verzögerte sich, so dass er das Amt erst am zum 23. Juli 1862 antreten konnte.
Am 12. März 1864 wurde Ulysses S. Grant, Hallecks früherer Untergebener im Westen, zum Generalleutnant befördert und zum Oberbefehlshaber des Heeres ernannt. Halleck wurde zum Generalstabschef, dessen Aufgabe vor allem in der Verwaltung der mittlerweile zahlenmäßig sehr umfangreichen US-Armeen lag. Nachdem General Robert E. Lee bei Appomattox Court House für die Konföderierten Staaten 1865 kapituliert hatte, bekam er Kommandeursposten am James River. Nach dem Krieg war er Befehlshaber des Wehrbereichs Pazifik.

### Tod
Henry Halleck war Befehlshaber der Militärdivision Süd, als er am 9. Januar 1872 in Louisville, Kentucky starb. Er ist auf dem Green-Wood Cemetery in Brooklyn, New York, bestattet. Ihm ist eine Straße in San Francisco und eine Statue im Golden-Gate-Park gewidmet.

## Leistungen
Halleck war ein begabter Stratege und Organisator. In den Feldzügen, die er führte, zeigte er sich als zu wenig aggressiv. Er leitete effektiv die Anweisungen Präsident Lincolns weiter; so sehr, dass Lincoln zitiert wurde, Halleck sei in Wirklichkeit „wenig mehr als ein sehr guter Sekretär“ (little more than a first rate clerk). Er war nicht erfolgreich im Umgang mit seinen untergebenen Generalen, wie McClellan und Joseph Hooker, die seine strategischen Anweisungen nicht immer in seinem Sinne umsetzten. Während seines einzigen Feldkommandos bei Corinth in Mississippi rückte er sehr langsam vor, nur ungefähr eine Meile pro Tag, und grub sich dann ein. Das führte zwar letztendlich mit geringen Verlusten zum Erfolg, aber Politikern dauerte das Eintreten dieses Erfolges zu lange.

## Schriften
- International law, or Rules regulating the intercourse of states in peace and war (= The Making of the Modern Law). H.H. Bancroft, San Francisco, 1861.
- Elements of Military Art and Science. D. Appleton, New York, 1856.
- Mexican War in Baja California: the memorandum of Captain Henry W. Halleck concerning his expeditions in Lower California, 1846–1848. Hrsg. von Doyce Blackmann Nunis Jr. (= Baja California travels Series; 39.) Dawson, Los Angeles, 1977.
- Antoine Henri Baron de Jomini: True Life of Napoleon. Aus dem Französischen übersetzt von Henry Wager Halleck. D. Van Nostrand, New York; Trübner & Co., London, 1863.